# Omikron Andromedae
Omikron Andromedae är en eruptiv variabel av Gamma Cassiopeiae-typ i stjärnbilden Andromeda. Stjärnan varierar mellan visuell magnitud +3,55 och 3,78 utan någon urskiljbar period.
Omikron Andromedae är en dubbelstjärna där komponenterna i sin tur båda är spektroskopiska dubbelstjärnor.